# Sande (Vestfold)
Sande is een voormalige gemeente in de Noorse provincie Vestfold. De gemeente telde 9496 inwoners in januari 2017. Op 1 januari 2020 werd Sande opgenomen in de gemeente Holmestrand.

## Bezienswaardigheden
- Kerk van Sande (Sande kirke), natuurstenen kerk van omstreeks 1150, herbouwd na brand van 1783, uit welk jaar de preekstoel stamt. Rococo-houtsnijwerk.
- Kerk van Bekkestranda (Bekkestranda kirke), houten kerk van 1902.

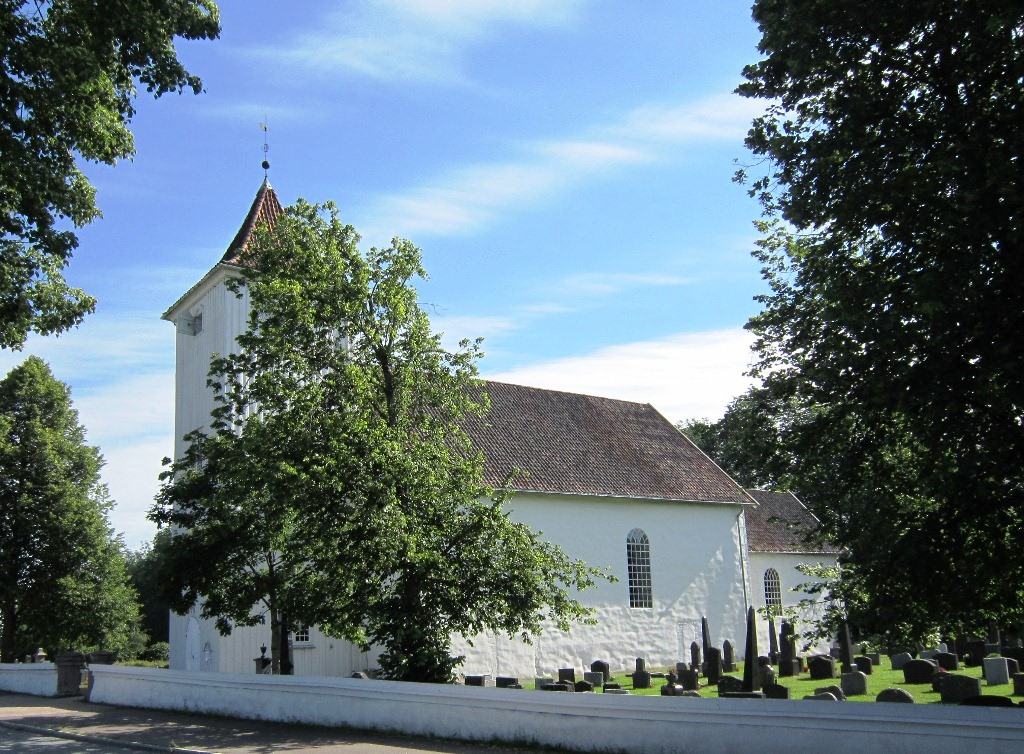
Kerk van Sande
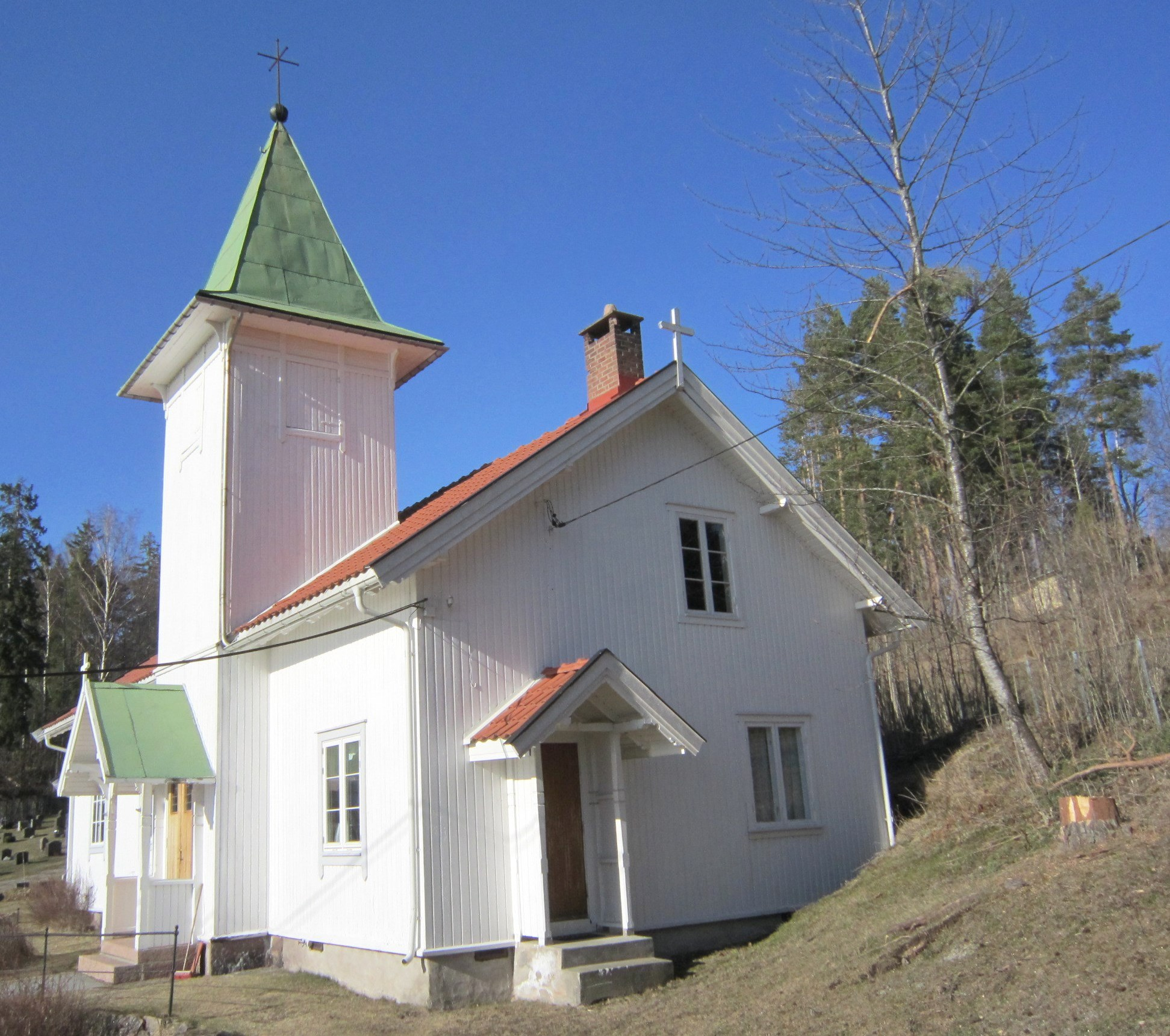
Kerk van Bekkestranda
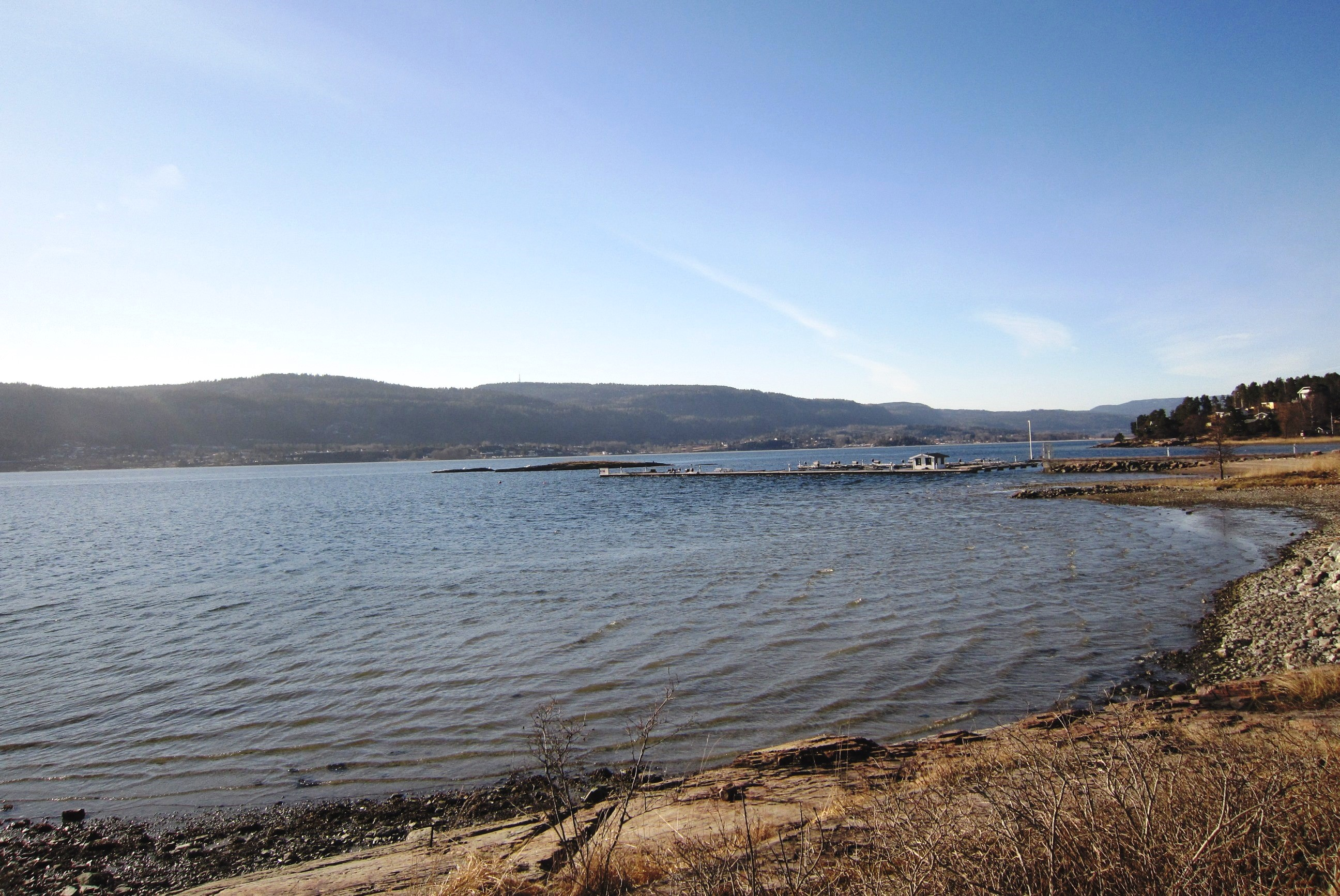
Bekkestranda
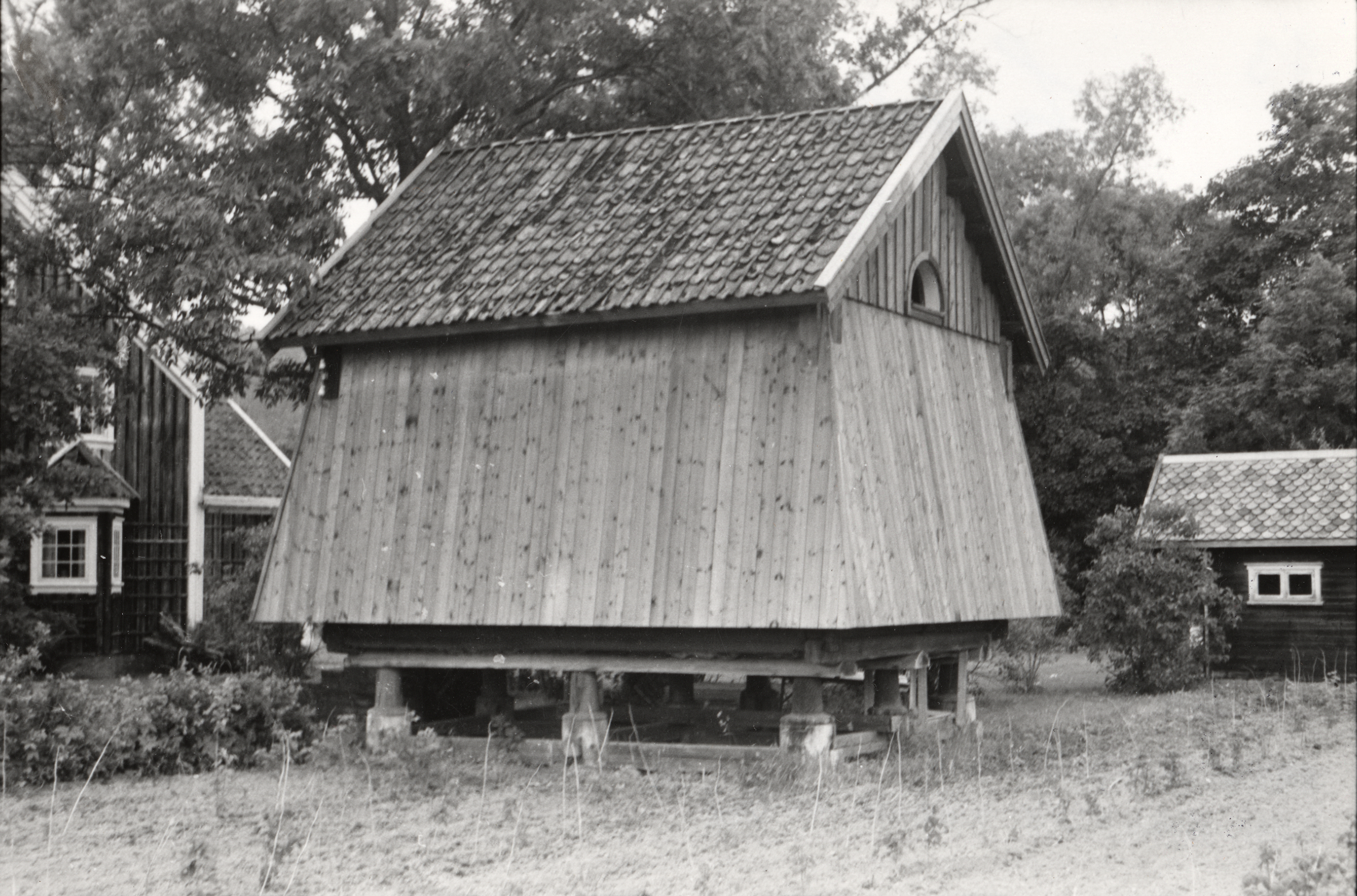
Antieke graanschuur

## Plaatsen in de gemeente
- Bjerkøya
- Ekeberg
- Sande
- Selvik
- Skoger (deels)